# Norman Flowers
Norman Keith Flowers (nacido el 15 de marzo de 1974) es un asesino en serie estadounidense que mató a tres mujeres golpeándolas y estrangulándolas en sus apartamentos de Las Vegas de marzo a mayo de 2005. El ADN dejado en cada escena del crimen finalmente lo vinculó con los asesinatos y fue detenido. Flowers fue juzgado en 2008 y declarado culpable, recibiendo cadena perpetua sin libertad condicional. Se declaró culpable de los cargos restantes en 2011 y recibió dos cadenas perpetuas más.

## Primeros años
Flowers nació el 15 de marzo de 1974 y se crio en una familia disfuncional en Compton, California, una zona conocida por la pobreza y la violencia. Experimentó abuso físico y sexual y una vez fue abandonado. En 1993, Flowers fue declarado culpable de robo, hurto y un incendio provocado que mató a un perro. En 1999, fue declarado culpable de uso ilegal de un arma mortal y robo, delitos por los que fue liberado posteriormente en 2003.

## Asesinatos
Durante 41 días a principios de 2005, Flowers robó tres apartamentos de Las Vegas y atacó a sus ocupantes, todos ellos mujeres. Luego las golpeaba brutalmente y las violaba, para luego estrangularlas hasta la muerte. Tenía conexiones con todas sus víctimas a través de sus dos novias.
En 2004, Flowers conoció a Debra Quarles, con quien entabló una relación. Así conoció a la hija de Quarles, Sheila, de 18 años. Por esa misma época tuvo un hijo. Sin embargo, en algún momento se separaron. El 24 de marzo de 2005, Sheila se quedó en casa sin ir a trabajar a un Starbucks, mientras Debra se fue a su trabajo. En algún momento durante ese día, Flowers entró al apartamento y atacó a Sheila en el baño. La golpeó, la violó y la estranguló hasta la muerte. Dejó su cuerpo boca arriba en la bañera que estaba llena de agua caliente. Luego le quitó el teléfono móvil, la tarjeta bancaria y las joyas. Flowers salió del apartamento y Debra encontró el cuerpo más tarde, al regresar de trabajar. La policía recogió ADN masculino encontrado en el área vaginal de Sheila. En las semanas siguientes, Flowers consoló a Debra tras el asesinato de su hija y le recomendó que buscara asesoramiento. Flowers comenzó a salir con otra mujer, Mawusi Ragland, a quien conocía desde principios de la década de 1990.
El 4 de mayo, Flowers mató a sus dos últimas víctimas con solo ocho horas de diferencia; robó el apartamento de Marilee Coote, de 45 años, a quien golpeó, agredió y estranguló hasta la muerte. Horas más tarde, tocó la puerta de Juanita Curry, pero ella no respondió. Unas horas más tarde, Flowers robó otro apartamento, el de Rena González, de 25 años, a quien violó y estranguló con un cable telefónico. Más tarde esa noche, Flowers intentó besar a una mujer en el mismo complejo de apartamentos, pero ella rechazó sus insinuaciones sexuales.

## Arresto
Flowers fue entrevistado sobre los asesinatos unos días después y negó haberlos cometido. Con la ayuda del ADN, Flowers fue arrestado el 6 de junio de 2005 y acusado del asesinato de Marilee Coote. Después de su arresto, la cadena de asesinatos se detuvo repentinamente y Flowers se convirtió en el principal sospechoso y, con pruebas de ADN, se lo vinculó con ellos y se le acusó formalmente. Se encontró ADN perteneciente a un segundo hombre en el cuerpo de Sheila, que luego se comparó con un hombre llamado George Brass; sin embargo, Brass se adelantó y declaró que era amigo de Sheila y que tuvo relaciones sexuales consensuales con ella. Un Walmart local, donde trabajaba Brass, confirmó que estaba trabajando en el momento del asesinato de Sheila, por lo que quedó libre de sospecha. Los abogados de Flowers argumentaron a finales de junio que, con daños en los órganos internos de Coote, podría haber muerto accidentalmente durante las relaciones sexuales.

## Procedimientos legales
Flowers fue a juicio por el asesinato de Sheila Quarles en 2008, y los fiscales solicitaron la pena de muerte en su contra. En octubre de 2008, el jurado lo declaró culpable del asesinato de Sheila. En la fase de sentencia del juicio, la madre de Flowers, Eleanor, pidió al jurado que no lo condenara a muerte y argumentó que el hijo que conocía era un joven leal y afectuoso. Posteriormente, el jurado desestimó la sentencia de muerte y, en cambio, condenó a Flowers a cadena perpetua sin libertad condicional. 
Estaba previsto que fuera juzgado por los asesinatos de Coote y González. En junio de 2011, Flowers presentó una declaración de Alford, que le permitió admitir que los fiscales tenían pruebas suficientes para condenarlo sin que tuviera que confesar. En agosto de 2011, le impusieron dos cadenas perpetuas más. Actualmente cumple su condena en la Prisión Estatal de High Desert en el Condado de Clark, Nevada.

### Investigación de caso sin resolver de 2004
En febrero de 2023, la policía de Las Vegas dijo que había encontrado evidencia de ADN que vinculaba a Flowers con otro asesinato: el asesinato de Keysha Brown, de 28 años, en octubre de 2004. Los investigadores creen que Brown fue la primera víctima de Flowers. Brown fue encontrada muerta en su bañera el 19 de octubre de 2004 y los detectives determinaron que había sido apuñalada, golpeada y estrangulada. La autopsia también concluyó que había sido violada.